# Nordland (film)
Pour les articles homonymes, voir Nordland.
Pour plus de détails, voir Fiche technique et Distribution.
Nordland est un film germano-norvégien réalisé par Ingo J. Biermann (de) en 2014.

## Synopsis
Lors d'un voyage en Norvège, Eleni est brusquement laissée seule par sa compagne. Afin de retrouver son amour perdu, elle se lancera dans un voyage bien au-delà du cercle polaire arctique.

## Fiche technique
- Titre original : Nordland
- Réalisation : Ingo J. Biermann (de)
- Scénario : Stephan Schoenholtz
- Producteur :
- Musique :
- Pays d'origine :  Norvège  Allemagne
- Langue d'origine :
- Genre : Drame, romance saphique
- Durée : 102 minutes (1 h 42)
- Date de sortie :
  -  Allemagne 7 mai 2014 (Filmkunstfest Mecklenburg-Vorpommern (de))
  -  Norvège 20 septembre 2014
  -  Danemark 9 octobre 2014 (MIX Copenhagen)
  -  France 29 novembre 2014 au Festival de films gays & lesbiens de Paris
  -  Pays-Bas 16 mars 2015 (Roze Filmdagen)

## Distribution
- Odine Johne : Eleni
- Maren Hoff : Kaia
- Nora Grindstein Svalheim : Toril
- John Sigurd Kristensen (no)
- Burri Bolalima